# Rafael de Souza Novaes
Rafael de Souza Novaes, conosciuto come Rafinha (San Paolo, 3 giugno 1988) è un giocatore di calcio a 5 brasiliano.

## Carriera
Cresce nelle giovanili del Corinthians, prima di approdare nel 2007 all'Intelli, dove rimarrà per le successive tre stagioni.
Nel 2010 viene tesserato dai kuwaitiani dell'Al-Qadisiya, con cui gioca per un lustro prima di trasferirsi all'Al Kuwait. Due stagioni più tardi vince il suo primo campionato nazionale.
Nell'estate del 2017 i campioni d'Italia della Luparense si assicurano le sue prestazioni. Qui, a dicembre, vincerà la Supercoppa. Nel giugno successivo, complice la chiusura della squadra padovana, torna all'Al Kuwait. Un anno più tardi si trasferisce al Real Rieti.

## Palmarès

### Competizioni nazionali
- Campionato del Kuwait: 1

Kuwait Club: 2016-17
- Supercoppa italiana: 1

Luparense: 2017
- Campionato di Serie A2 Élite: 1
Petrarca: 2023-24 (girone A)

- Coppa Italia di Serie A2 Élite: 1

Petrarca: 2023-2024

### Individuale
- Capocannoniere della Coppa Italia: 1

2017-18 (3 gol)